# Tétryzoline
La tétryzoline (également connue sous le nom de tétrahydrozoline) est un dérivé de l'imidazoline entrant dans la composition de collyres et de vaporisateurs nasaux. La tétryzoline a été brevetée en 1954 et est entrée en usage médical en 1959. Un usage excessif ou inapproprié peut causer des troubles sévères et son ingestion peut conduire rapidement à la mort.

## Effets secondaires
Les gouttes ophtalmiques à base de tétrazoline peuvent provoquer une vision floue, une irritation oculaire et une mydriase. La tétryzoline ne convient pas à une utilisation prolongée car ses effets vasoconstricteurs diminuent ou disparaissent avec le temps. Si une tolérance au médicament s'est développée, l'arrêt de son utilisation peut provoquer un effet rebond et donc augmenter la rougeur des yeux - un effet vasodilatateur.
L'utilisation intranasale de tétryzoline peut provoquer des brûlures, des picotements ou une sécheresse de la muqueuse et des éternuements. L'utilisation intranasale prolongée provoque souvent des effets opposés sous la forme d'une congestion rebond avec des effets tels que des rougeurs chroniques, un gonflement et une rhinite. Une utilisation prolongée peut donc amener à une surconsommation du médicament.
Chez les enfants, le médicament peut provoquer une sédation profonde.

### Surdosage
Le surdosage provoque le plus souvent un rythme cardiaque lent. Une dépression respiratoire, une pression artérielle basse, des pupilles contractées, une hypothermie, de brefs épisodes d'hypertension artérielle, une somnolence, des maux de tête et des vomissements peuvent également survenir. Dans les cas graves, certains de ces effets peuvent entraîner un choc circulatoire. Le plus souvent, les surdoses surviennent chez les enfants qui ont ingéré le médicament.
Il n'y a pas d'antidote pour l'empoisonnement à la tétrazoline ou  pour l'analogue similaire d'imidazoline, mais les symptômes peuvent être atténués et avec traitement, la mort est rare.

## Pharmacologie

### Pharmacodynamie
La tétryzoline est un agoniste alpha du récepteur alpha-1. Cette action soulage la rougeur de l'œil causée par des irritants oculaires mineurs. Par ailleurs, pour traiter la conjonctivite allergique, la tétryzoline peut être associée en solution à de l'antazoline.

### Pharmacocinétique
Chez une personne en bonne santé, la demi-vie biologique de la tétryzoline est d'environ 6,0 heures et est excrétée, chimiquement inchangée, dans l'urine, au moins en partie. Dans une étude, dix personnes ont reçu deux gouttes de 0,5 mg/ml de collyre à base de tétrazoline (0,025–0,05 mg) à 0,0 h, 4,0 h, 8,0 h et 12,0 h. Dans une fenêtre de temps de 24 heures, depuis la dernière dose de tétryzoline, la concentration sérique de tétryzoline chez les sujets testés était de 13,0 à 210,0 ng/ml et la concentration urinaire était de 11 à 400 ng/ml. Les taux sanguins et urinaires de tétryzoline ont atteint leur maximum environ 9 heures après la dernière dose. Ces niveaux de concentration liquidienne correspondent à une utilisation oculaire normale de la tétryzoline ; ainsi, des concentrations plus élevées dans le sang et dans l'urine d' un utilisateur peuvent indiquer une mauvaise utilisation de la drogue ou un empoisonnement.

## Société et culture

### Légende urbaine
Une légende urbaine raconte que la tétryzoline peut provoquer une diarrhée violente si elle est administrée par voie orale, par exemple en mettant quelques gouttes de Visine dans la boisson. Cependant, les résultats réels de cet acte peuvent être pires, allant des nausées et des vomissements sévères à des convulsions ou un coma. Des doses plus importantes peuvent entraîner la mort. La diarrhée n'est pas un effet secondaire.

### Utilisation criminelle
Fin août 2018, une femme de Caroline du Sud a été accusée du meurtre de son mari en mettant des gouttes ophtalmiques contenant de la tétrazoline dans son eau de boisson. Une autopsie a révélé de fortes concentrations de tétryzoline,.
La tétrazoline a été utilisée comme drogue du viol dans un certain nombre de cas en raison de sa capacité à provoquer des étourdissements et une perte de conscience.
En 2018, une femme âgée de Pewaukee, dans le Wisconsin, est décédée des suites d'une surdose ou d'un suicide, mais en juin 2021, la police a accusé son soignant de meurtre, alléguant que le décès avait été causé par une bouteille d'eau contenant de la visine.
En 2019, un ambulancier de Caroline du Nord a été accusé d'avoir utilisé des gouttes ophtalmiques à la tétrazoline pour tuer sa femme. Les résultats des échantillons de sang ont montré une teneur environ trente à quarante fois plus élevée que le niveau thérapeutique de tétryzoline,.